# Tecniche di frazionamento campo-flusso

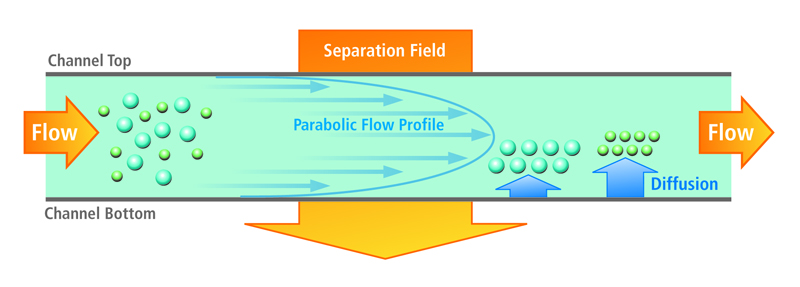
Sezione trasversale del canale di frazionamento in campo-flusso (FFF), in cui la velocità del flusso laminare all'interno del canale non è uniforme. Essa ha un profilo parabolico che si sposta con la velocità del flusso, aumentando verso il centro del canale e diminuendo verso i lati.

Le tecniche di frazionamento in campo-flusso (FFF, dall'inglese Field-Flow Fractionation) sono tecniche di separazione in cui viene applicato un campo di forze perpendicolare alla direzione del flusso di una sospensione o soluzione liquida, pompata attraverso un canale a sezione capillare. La separazione degli analiti presenti nel fluido dipende dalla loro diversa mobilità sotto l'azione della forza esercitata dal campo. Questo metodo è stato inventato e riportato per la prima volta da J. Calvin Giddings in un articolo nel 1966. Le tecniche FFF, rispetto ad altre tecniche di separazione, permettono di separare materiali colloidali in un più ampio intervallo di dimensioni, mantenendo una elevata selettività dimensionale. Sebbene siano estremamente versatili, non esiste un metodo unico per tutte le applicazioni. Sono utilizzate nella separazione e caratterizzazione di materiali disciolti o sospesi come i polimeri, grandi particelle e colloidi.
Il campo che permette la separazione degli analiti può essere ad esempio idrodinamico, gravitazionale, centrifugo, a gradiente termico, elettrico, o magnetico. In tutti i casi, il meccanismo di separazione nasce dalla diversa mobilità delle particelle di analita sotto le forze del campo, che si trovano in equilibrio con le forze di diffusione. Ad esempio, si considera la mobilità elettroforetica degli analiti quando un campo elettrico causa un flusso di corrente elettrica trasversale. La separazione è dovuta alla diversa velocità degli analiti all'interno del canale: a causa del regime laminare del flusso longitudinale con profilo parabolico, essi occuperanno uno strato (in inglese layer) diverso in base alla posizione di equilibrio dalla parete del canale. Il rapporto tra la velocità di una specie di particella e la velocità media del fluido è chiamato rapporto di ritenzione .

## Principi fondamentali
Le tecniche di frazionamento in campo-flusso si basano sulla separazione degli analiti in vari strati presenti nel flusso laminare della soluzione. Queste componenti del campione cambieranno livelli e velocità in base alle loro dimensioni e/o masse. Poiché gli analiti viaggeranno a velocità diverse, si verifica la separazione. La separazione del campione avviene in un canale lungo e sottile, simile ad un nastro, in cui vi è un flusso longitudinale e un campo di forze esterno applicato perpendicolarmente. Il flusso di ingresso corrisponde all'entrata del liquido contenente il campione, il quale viene pompato nel canale e crea un profilo di flusso parabolico spingendo il campione stesso verso l'uscita del canale. Una volta che il campione viene eluito, entra nel rivelatore. A causa della somiglianza delle tecniche FFF con la cromatografia liquida (LC, dall'inglese Liquid Chromatography), nel modo in cui la fase mobile attraversa un canale lungo e stretto, i rivelatori più comunemente utilizzati sono quelli per LC. Il più utilizzato è un rivelatore UV/vis a causa della sua natura non distruttiva.

### Teoria
La relazione tra il campo di forze separative e il tempo di ritenzione può essere dedotta da semplici principi. Si considerano due popolazioni di particelle all'interno del canale FFF. Il campo trasversale guida entrambe le "nuvole" di particelle verso la parete di accumulo inferiore. La diffusione naturale delle particelle, o moto browniano, si oppone alla forza generata dal campo. Quando questi due processi di trasporto raggiungono l'equilibrio, ovvero quando le forze che agiscono sulle singole particelle di analita si equilibrano, la concentrazione di particelle c si avvicina alla funzione esponenziale di elevazione x sopra la parete di accumulo, come illustrato nell'equazione seguente:
{\displaystyle c=c_{0}e^{\frac {-x}{l}}}
in cui l rappresenta l'elevazione caratteristica della nuvola di particelle. Essa si riferisce all'altezza che la popolazione di particelle può raggiungere all'interno del canale. Solo quando il valore l è diverso per ciascuna popolazione di particelle si verificherà la separazione. L'altezza di ciascuna popolazione può essere correlata alla forza applicata su ogni singola particella:
{\displaystyle l={\frac {kT}{F}}}
in cui k è la costante di Boltzmann, T è la temperatura assoluta ed F è la forza esercitata su una singola particella dal campo. Questo mostra come il valore di elevazione caratteristica sia inversamente proporzionale alla forza applicata. Nelle tecniche FFF è quindi F che governa il processo di separazione. Variando l'intensità del campo, la separazione può essere controllata per raggiungere risultati ottimali.
La velocità v di una nuvola di particelle è semplicemente la velocità media di una distribuzione esponenziale incorporata in un profilo di flusso parabolico. Perciò il tempo di ritenzione, tr, ovvero il tempo impiegato da un dato analita per essere eluito, può essere scritto come:
{\displaystyle t_{r}={\frac {L}{v}}}
dove L è la lunghezza del canale. Si può definire quindi il rapporto di ritenzione, R, grandezza adimensionale:
{\displaystyle R={\frac {t_{0}}{t_{r}}}={\frac {V_{0}}{V_{e}}}}
dove t0 indica il "tempo morto" (in inglese void time), che corrisponde al tempo di eluizione di una specie non trattenuta, V0 è il void volume, ovvero il volume del canale FFF, mentre Ve è il volume di eluizione. Successivamente, si può analizzare l'inverso di R riscrivendo l'equazione come:
{\displaystyle {\frac {t_{r}}{t_{0}}}=\left({\frac {w}{6l}}\right){\Biggr [}\coth({\frac {w}{2l}}-{\frac {2l}{w}}){\Biggr ]}^{-1}}
in cui w è lo spessore del canale FFF. Sostituendo l con l'espressione ricavata prima in funzione di F, si ricava il tempo di ritenzione in funzione della forza trasversale applicata:
{\displaystyle {\frac {t_{r}}{t_{0}}}=\left({\frac {Fw}{6kT}}\right){\Biggr [}\coth({\frac {Fw}{2kT}}-{\frac {2kT}{Fw}}){\Biggr ]}^{-1}}
In un'efficiente separazione, il valore dello spessore del canale w supera di gran lunga l. In questo caso il termine tra parentesi può essere approssimato all'unità. Pertanto, l'ultima equazione può essere scritta come:
{\displaystyle {\frac {t_{r}}{t_{0}}}={\frac {w}{6l}}={\frac {Fw}{6kT}}}
Perciò tr è circa proporzionale a F. La separazione di popolazioni di particelle X e Y è rappresentata quindi da un valore finito di ∆tr nei loro tempi di ritenzione. Questo è ottenuto solo se si ha un sufficiente ∆F tra loro. Per garantire separazione degli analiti è necessario un differenziale di forza di soli 10–16 N. I valori di F e ∆F dipendono dalle proprietà delle particelle, dalla forza del campo applicato e dal tipo di campo, permettendo una grande variabilità e specializzazione della tecnica nel separare un particolare tipo di analiti presente nei campioni.

## Frattogramma

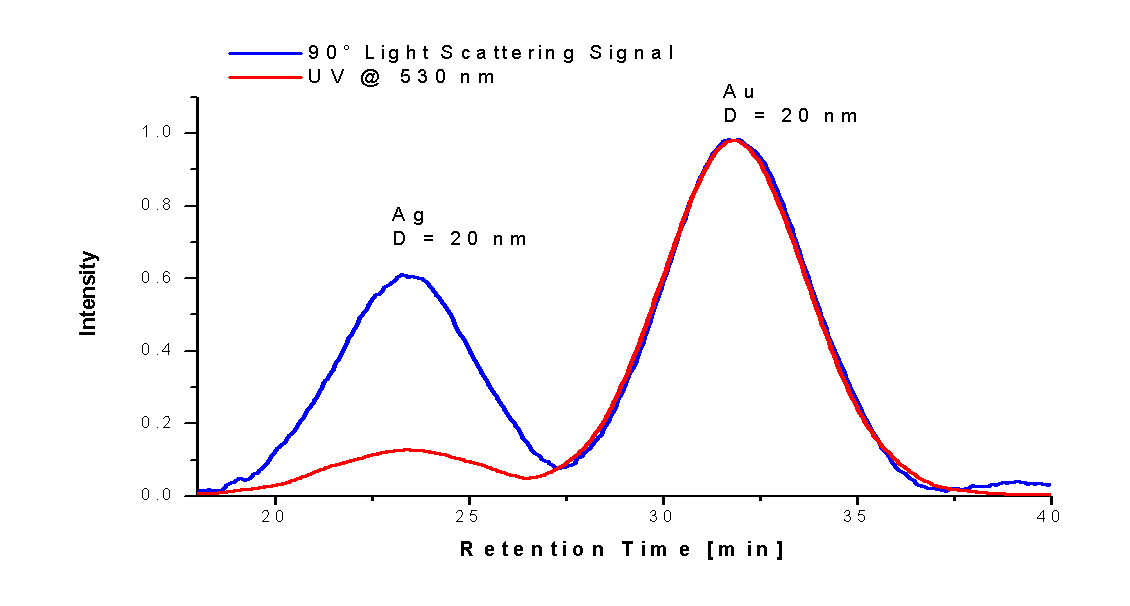
La FFF sedimentativa (o centrifuga) separa gli analiti in base alla loro massa (ovvero discrimina particelle per densità e dimensione). Ad esempio, le nanoparticelle d'oro e d'argento di dimensioni identiche possono essere separate in due picchi, in base alla loro diversa densità.

I risultati della separazione FFF vengono forniti attraverso un grafico, denominato frattogramma, simile al cromatogramma ottenuto in cromatografia.
Il frattogramma riporta sulle ordinate il segnale di rivelazione, associato alla risposta del rivelatore che può essere diverso a seconda del tipo di analita, rispetto al tempo di eluizione sulle ascisse. La presenza di diverse sostanze in un fluido può essere dunque determinata grazie a specifiche proprietà rilevabili dal detector impiegato. Gli analiti sono separati in base al loro diverso rapporto di ritenzione e dunque sono rilevati a tempi di eluizione differenti dal rilevatore.
Spesso i soluti da separare sono particelle inizialmente sospese in un piccolo volume di una soluzione liquida e spinte lungo il canale FFF dalla fase mobile. La velocità di una particolare specie di analita può dipendere dalle sue dimensioni, dalla sua massa o da altre proprietà che causano una distanza dalle pareti diversa in un canale con velocità di flusso non uniforme. La presenza di diverse specie in un campione può quindi essere determinata attraverso il rilevamento di una proprietà comune ad una distanza definita lungo il canale FFF. Il frattogramma risultante indica la presenza delle varie specie presenti attraverso la comparsa di picchi, separati a causa dei diversi tempi di ritenzione degli analiti.
In un FFF elettrico, un campo elettrico modifica la velocità di una specie carica (con mobilità elettroforetica) o polarizzata influenzandone la posizione relativa rispetto alle pareti del canale capillare. La velocità del fluido pompato è massima al centro del canale e decade monotonicamente a un minimo di zero sulla superficie della parete. Ciò determina una separazione degli analiti, a causa del moto del fluido in regime laminare che non ne permette il rimescolamento.

## Tipologie di FFF
La maggior parte delle tecniche disponibili sono versioni modificate e migliorate rispetto a quelle originariamente create dal Prof. Giddins.

### Flusso idrodinamico (Flow)
Di queste tecniche la FFF a campo di flusso idrodinamico (FIFFF) è stata la prima ad essere disponibile anche commercialmente. La FIFFF separa le particelle in base alla loro dimensione, indipendentemente dalla densità e può separare macromolecole nell'intervallo 1 µm - 1 nm. Da questo punto di vista è la tecnica FFF più versatile disponibile. Il flusso incrociato entra attraverso una frit porosa nella parte superiore del canale, uscendo attraverso una frit semipermeabile di uscita sulla parete di accumulo (cioè la parete inferiore).

### Hollow fiber flow
La tecnica Hollow-fiber flow FFF (in italiano "FlFFF a fibra cava"), indicata con la sigla HF5, fu sviluppata da Lee et al. HF5 è stata applicata all'analisi di cristalli e altre macromolecole. HF5 fu la prima forma di flow FFF (1974) ad essere stata sviluppata, ma ben presto l'utilizzo di membrane piane superò l'uso delle fibre cave e provocò un graduale abbandono della tecnica HF5. Uno degli svantaggi di questa tecnica risiedeva nella limitata disponibilità di membrane con dimensioni dei pori uniformi. Negli esperimenti HF5 si utilizzavano diversi tipi di membrane in fibra cava, di natura ceramica o polimerica.

### Flusso asimmetrico
La FFF a flusso asimmetrico (dall'inglese Asymmetrical Flow FFF, AF4) possiede solo una membrana semipermeabile sulla parete inferiore del canale. Il flusso incrociato è quindi creato dal fluido che esce dalla parte inferiore del canale. Ciò offre una separazione estremamente precisa e un intervallo di separazione "ultra ampio". Il frazionamento in campo-flusso a flusso asimmetrico ad alta temperatura è la tecnologia più avanzata per la separazione di polimeri con alta o ultra-alta massa molecolare, macromolecole e nanoparticelle a seconda della loro dimensione.

### Termico (Thermal)
La tecnica FFF termica o ThFFF (dall'inglese Thermal FFF), come suggerisce il nome, stabilisce una forza di separazione applicando un gradiente di temperatura al canale. La parete superiore del canale è riscaldata mentre la parete inferiore viene raffreddata, spingendo polimeri e particelle verso la parete fredda per diffusione termica. La ThFFF è stata sviluppata come tecnica per separare i polimeri sintetici in solventi organici. Essa è unica tra le tecniche FFF in quanto può separare e discriminare le macromolecole sia in base alla massa molecolare sia alla loro composizione chimica, consentendo la separazione delle frazioni polimeriche con lo stesso peso molecolare. Oggi questa tecnica è ideale per la caratterizzazione di polimeri, gel e nanoparticelle.
Uno dei principali vantaggi della ThFFF è costituito dalle dimensioni ben definite del canale di separazione, che rendono alta la riproducibilità dell'esperimento.

### Sedimentativa (centrifuga)
Nella tecnica FFF sedimentativa (o centrifuga), abbreviata in SdFFF, il campo di separazione viene generato tramite una forza centrifuga. Il canale assume la forma di un anello, che gira a velocità fino a 4900 rpm. Il flusso contenente il campione viene pompato nel canale e centrifugato, consentendo all'operatore di risolvere le particelle in base alla massa (dimensione e densità). Il vantaggio dell'FFF sedimentativa risiede nell'elevata risoluzione dimensionale che può essere ottenuta variando la forza applicata, poiché la dimensione delle particelle è proporzionale alla massa delle particelle alla terza potenza.

### Altre tipologie
Il campo di forze applicato può essere di tipo elettrico (in inglese Electric FFF, ElFFF), magnetico (Magnetic FFF, MgFFF), dielettrico (Dielectric FFF, DlFFF) o acustico (Acoustic FFF, AcFFF).
Una tecnica FFF utilizza solo la forza di gravità, usando il campo gravitazionale come campo di forze applicato al canale. La tecnica SPLITT (dall'inglese Split flow thin-cell fractionation) è la meno sensibile tra le varie tecniche FFF, limitandone l'uso di quest'ultima alla separazione di particelle con grandezza maggiore a 1 µm. Solitamente è utilizzata come tecnica di separazione preparativa.

## Monitoraggio delle nanoparticelle
La combinazione di varie tecniche analitiche permette una separazione ottimale di campioni contenenti nanoparticelle (NPs) di varia natura e dimensione.
Utilizzando tecniche FFF abbinate a MALS (MultiAngle Light Scattering) e ICP-MS (Inductively Coupled Plasma-Mass Spectrometry) è possibile eseguire un monitoraggio ad ampio spettro delle nanoparticelle presenti in un dato campione. Quindi è possibile:
- separare le nanoparticelle in base alle dimensioni (FFF)
- individuare grandezza, distribuzione, grado di aggregazione, struttura e forma delle NPs (MALS)
- determinare la composizione e la concentrazione dei metalli presenti in ciascuna frazione (ICP-MS)

L'utilizzo della tecnica ICP-MS permette di limitare artefatti sperimentali (come l'aggregazione) attraverso alte diluizioni del campione. Inoltre è in grado di effettuare analisi multielementari, coprendo un ampio intervallo di elementi chimici rilevabili.